# Operación E
Operación E es una película francohispanocolombiana rodada íntegramente en Colombia. Dirigida por Miguel Courtois, se basa en la vida del campesino colombiano José Crisanto Gómez y en el rescate del niño Emmanuel, la Operación Emmanuel. Estrenada en 2012 en Europa, y en 2013 en Colombia a pesar de sus críticas y connotaciones políticas Destacan en el reparto Luis Tosar, Martina García y Gilberto Ramírez

## Sinopsis
En medio de la selva una mujer da a luz a un niño ayudada por unos guerrilleros. Unos meses después unos guerrilleros se presentan de noche en casa de Crisanto, que vive en la selva colombiana controlada por los ejércitos de las FARC junto a su familia. Traen con ellos a un niño de 8 meses y bajo amenazas de muerte le obligan a quedarse con él.
Al poco tiempo, el niño cae gravemente enfermo y deciden llevarlo al hospital donde sospechan que ha recibido malos tratos y Crisanto pierde su custodia. Cuando tres años después oye la noticia de que se va a proceder a la liberación de una prisionera de las FARC junto a su hijo, se da cuenta de que se trata del niño que ya no tiene y que la guerrilla vendrá a reclamarlo en cualquier momento.

## Reparto
Alex Lee Maya

| Actor/Actriz                    | Personaje                  |
| ------------------------------- | -------------------------- |
| Luis Tosar                      | Crisanto                   |
| Antonio Ferreira                | Wilson                     |
| Eileen Moreno                   | Solangie                   |
| Jerónimo                        |                            |
| Albeiro Peñaloza                | Asdrúbal                   |
| Martina García                  | Liliana                    |
| Gilberto Ramirez                | Don Ramoncito              |
| Luis Zumárraga                  | Cadáver Flotante           |
| Yusmadis Redondo                | Guerrillera Lina           |
| Angelique Nocentini             | Guerrillera Frente 1º      |
| Julia Courtois                  | Guerrillera Guitarrista    |
| Lou Cortois                     | Guerrillera Niña           |
| Rodolfo Silva                   | Comandante Álvaro          |
| Robinson Ortiz                  | Guerrillero Lancha         |
| Jaime Correa                    | Guerrillero Maestro        |
| Francisco Godoy                 | Guerrillero 1              |
| Francisco Moyano                | Guerrillero 2              |
| Irma Correa                     | Recepcionista Centro Salud |
| Liseth Restrepo                 | Enfermera Centro Salud     |
| Sigifredo Vega                  | Miguel                     |
| Farruco Castromán               | Dr. Rocha                  |
| Álex Quiroga                    | Dr. Quintela               |
| Gustavo La Rotta                | Paramédico Hospital        |
| Lida Beltrán                    | Asistente Cuta             |
| Henry Benjumea                  | Guardia Hospital           |
| Manuel Antonio Gómez            | Cuta                       |
| Carolina Correa                 | Enfermera Hospital         |
| Jorge Rebollo                   | Presentador de Televisión  |
| Carlos Velásquez                | Sargento Comillas          |
| Diego Téllez                    | Monaguillo                 |
| John Ríos                       | Sacerdote Asistente        |
| Antonio Onetti                  | Sacerdote                  |
| Hernando Archila                | Dueño Compraventa          |
| Hedras Urrego                   | Mesero Asadero             |
| Sara Valentina Medina Delgado   | Matilde                    |
| Fleur de Portal                 | Mujer Policía              |
| Juan Carlos Contreras           | Fiscal General             |
| Elkin Correa                    | General                    |
| Omaira Morales                  | Presentadora de Televisión |
| Gastón Velandia                 | Funcionario Fiscalía       |
| Mariví Espejo                   | Guerrillera Rosa           |
| Beatriz Helena Álvarez          | Reportera                  |
| Amaury Cogollo                  | Camarero El Retorno        |
| Samuel Enrique Villar Blanco    | Emmanuel                   |
| Michael Steven Herrera González | Marquitos                  |
| Edward Ricardo Beltrán Díaz     | Roberto                    |
| Laura Yizeth Beltrán Díaz       | Lila                       |
| Julián David Galviz Acosta      | Felipe                     |
| Ana Isabel Montaña Hernández    | Elvira                     |
| Lina María Rodríguez Marín      | Elvira                     |
| Julián Andrés Medina Triana     | Carlitos                   |
| Alex Lee Maya                   | Jeronimo                   |
| Mary Herrera Ortiz              | Clara Rojas                |